# Mesoceration drakensbergensis
Mesoceration drakensbergensis är en skalbaggsart som beskrevs av Perkins 2008. Mesoceration drakensbergensis ingår i släktet Mesoceration och familjen vattenbrynsbaggar. Inga underarter finns listade i Catalogue of Life.